# Eugenio di Savoia-Genova
Eugenio Alfonso Carlo Maria Giuseppe di Savoia, V duca di Genova e duca di Ancona (Torino, 13 marzo 1906 – San Paolo del Brasile, 12 agosto 1996), è stato un ammiraglio italiano, membro della Casa Savoia, appartenente al ramo Savoia-Genova.

## Biografia

### Infanzia
Eugenio era il figlio più giovane di Tommaso, secondo duca di Genova, e di sua moglie Isabella di Baviera. Suo padre era nipote di Carlo Alberto di Savoia e di Giovanni di Sassonia. Sua madre era nipote di Ludovico I di Baviera e pronipote di Carlo IV di Spagna e di Francesco I delle Due Sicilie.
La coppia, prima di lui, ebbe altri cinque figli: Ferdinando (1884-1963), Filiberto (1895-1990), Maria Bona (1896-1971), Adalberto (1898-1982) e Maria Adelaide (1904-1979). Il 31 maggio 1906 il re Vittorio Emanuele III gli conferì il titolo di duca di Ancona.

### Carriera militare
Arruolatosi in Marina nel 1927, partecipò alla guerra d'Etiopia con il battaglione San Marco e, dopo il conflitto, venne nominato commissario governativo del Seraè nell'Africa Orientale Italiana. Nonostante vivesse in anni così importanti per l'Italia, Eugenio si tenne sempre lontano dalla mondanità e dalla corte e condusse una vita abbastanza anonima, anche a causa di una malformazione al palato che gli rendeva difficoltosa la parola.

### Matrimonio
Il 29 ottobre 1938 sposò a Nymphenburg, in Germania, Lucia di Borbone-Due Sicilie, figlia di Ferdinando Pio di Borbone-Due Sicilie e di Maria Ludovica Teresa di Baviera.
Eugenio e Lucia ebbero una figlia, Maria Isabella di Savoia-Genova, nata a Roma il 23 giugno 1943 e sposata nel 1971 con Alberto Frioli. Il re Umberto II, conferì a Guido Aldo Frioli, padre di Alberto, il titolo di conte di Rezzano.

### Ultimi anni e morte
A seguito del mutamento istituzionale del 1946 si trasferì in Brasile, dove aprì un'industria agraria. Nel 1990, alla morte del fratello maggiore Filiberto, scomparso senza eredi, assunse il titolo di duca di Genova.
Eugenio morì a San Paolo del Brasile nel 1996. Alla sua morte, poiché aveva avuto solo una figlia femmina, si estinse in linea maschile il ramo ducale dei Savoia-Genova, rappresentato oggi dalla figlia e dai nipoti che ne perpetuano il cognome. Il suo corpo venne traslato nel 2006 nella cripta reale della basilica di Superga, sulle alture di Torino.

## Ascendenza
|                                    |                       |                                       | Genitori                             |  |  | Nonni |  |  | Bisnonni                |  |  | Trisnonni                          |  |
|                                    |                       |                                       |                                      |  |  |       |  |  | Carlo Alberto di Savoia |  |  | Carlo Emanuele di Savoia-Carignano |  |
|                                    |                       |                                       |                                      |  |  |       |  |  | Carlo Alberto di Savoia |  |  | Carlo Emanuele di Savoia-Carignano |  |
|                                    |                       | Maria Cristina di Sassonia            |                                      |  |  |       |  |  | Carlo Alberto di Savoia |  |  |                                    |  |
| Ferdinando di Savoia-Genova        |                       |                                       |                                      |  |  |       |  |  | Carlo Alberto di Savoia |  |  |                                    |  |
|                                    |                       | Maria Teresa d'Asburgo-Lorena         | Ferdinando III di Toscana            |  |  |       |  |  |                         |  |  |                                    |  |
|                                    |                       | Maria Teresa d'Asburgo-Lorena         | Ferdinando III di Toscana            |  |  |       |  |  |                         |  |  |                                    |  |
|                                    |                       | Maria Teresa d'Asburgo-Lorena         | Luisa Maria Amalia di Borbone-Napoli |  |  |       |  |  |                         |  |  |                                    |  |
| Tommaso di Savoia-Genova           |                       | Maria Teresa d'Asburgo-Lorena         |                                      |  |  |       |  |  |                         |  |  |                                    |  |
|                                    |                       | Giovanni di Sassonia                  | Massimiliano di Sassonia             |  |  |       |  |  |                         |  |  |                                    |  |
|                                    |                       | Giovanni di Sassonia                  | Massimiliano di Sassonia             |  |  |       |  |  |                         |  |  |                                    |  |
|                                    |                       | Giovanni di Sassonia                  | Carolina di Borbone-Parma            |  |  |       |  |  |                         |  |  |                                    |  |
| Elisabetta di Sassonia             |                       | Giovanni di Sassonia                  |                                      |  |  |       |  |  |                         |  |  |                                    |  |
|                                    |                       | Amalia Augusta di Baviera             | Massimiliano I Giuseppe di Baviera   |  |  |       |  |  |                         |  |  |                                    |  |
|                                    |                       | Amalia Augusta di Baviera             | Massimiliano I Giuseppe di Baviera   |  |  |       |  |  |                         |  |  |                                    |  |
|                                    |                       | Amalia Augusta di Baviera             | Carolina di Baden                    |  |  |       |  |  |                         |  |  |                                    |  |
| Eugenio di Savoia-Genova           |                       | Amalia Augusta di Baviera             |                                      |  |  |       |  |  |                         |  |  |                                    |  |
|                                    | Ludovico I di Baviera | Massimiliano I Giuseppe di Baviera    |                                      |  |  |       |  |  |                         |  |  |                                    |  |
|                                    | Ludovico I di Baviera | Massimiliano I Giuseppe di Baviera    |                                      |  |  |       |  |  |                         |  |  |                                    |  |
|                                    | Ludovico I di Baviera | Augusta Guglielmina d'Assia-Darmstadt |                                      |  |  |       |  |  |                         |  |  |                                    |  |
| Adalberto di Baviera               | Ludovico I di Baviera |                                       |                                      |  |  |       |  |  |                         |  |  |                                    |  |
|                                    |                       | Teresa di Sassonia-Hildburghausen     | Federico di Sassonia-Altenburg       |  |  |       |  |  |                         |  |  |                                    |  |
|                                    |                       | Teresa di Sassonia-Hildburghausen     | Federico di Sassonia-Altenburg       |  |  |       |  |  |                         |  |  |                                    |  |
|                                    |                       | Teresa di Sassonia-Hildburghausen     | Carlotta di Meclemburgo-Strelitz     |  |  |       |  |  |                         |  |  |                                    |  |
| Isabella di Baviera                |                       | Teresa di Sassonia-Hildburghausen     |                                      |  |  |       |  |  |                         |  |  |                                    |  |
|                                    |                       | Francesco di Paola di Borbone-Spagna  | Carlo IV di Spagna                   |  |  |       |  |  |                         |  |  |                                    |  |
|                                    |                       | Francesco di Paola di Borbone-Spagna  | Carlo IV di Spagna                   |  |  |       |  |  |                         |  |  |                                    |  |
|                                    |                       | Francesco di Paola di Borbone-Spagna  | Maria Luisa di Borbone-Parma         |  |  |       |  |  |                         |  |  |                                    |  |
| Amalia Filippina di Borbone-Spagna |                       | Francesco di Paola di Borbone-Spagna  |                                      |  |  |       |  |  |                         |  |  |                                    |  |
|                                    |                       | Luisa Carlotta di Borbone-Due Sicilie | Francesco I delle Due Sicilie        |  |  |       |  |  |                         |  |  |                                    |  |
|                                    |                       | Luisa Carlotta di Borbone-Due Sicilie | Francesco I delle Due Sicilie        |  |  |       |  |  |                         |  |  |                                    |  |
|                                    |                       | Luisa Carlotta di Borbone-Due Sicilie | Maria Isabella di Borbone-Spagna     |  |  |       |  |  |                         |  |  |                                    |  |
|                                    |                       | Luisa Carlotta di Borbone-Due Sicilie |                                      |  |  |       |  |  |                         |  |  |                                    |  |

### Ascendenza patrilineare
1. Umberto I, conte di Savoia, circa 980-1047
2. Oddone, conte di Savoia, 1023-1057
3. Amedeo II, conte di Savoia, 1046-1080
4. Umberto II, conte di Savoia, 1065-1103
5. Amedeo III, conte di Savoia, 1087-1148
6. Umberto III, conte di Savoia, 1136-1189
7. Tommaso I, conte di Savoia, 1177-1233
8. Tommaso II, conte di Savoia, 1199-1259
9. Amedeo V, conte di Savoia, 1249-1323
10. Aimone, conte di Savoia, 1291-1343
11. Amedeo VI, conte di Savoia, 1334-1383
12. Amedeo VII, conte di Savoia, 1360-1391
13. Amedeo VIII, duca di Savoia, 1383-1451
14. Ludovico, duca di Savoia, 1413-1465
15. Filippo II, duca di Savoia, 1443-1497
16. Carlo II, duca di Savoia, 1486-1553
17. Emanuele Filiberto, duca di Savoia, 1528-1580
18. Carlo Emanuele I, duca di Savoia, 1562-1630
19. Tommaso Francesco, principe di Carignano, 1596-1656
20. Emanuele Filiberto, principe di Carignano, 1628-1709
21. Vittorio Amedeo I, principe di Carignano, 1690-1741
22. Luigi Vittorio, principe di Carignano, 1721-1778
23. Vittorio Amedeo II, principe di Carignano, 1743-1780
24. Carlo Emanuele, principe di Carignano, 1770-1800
25. Carlo Alberto, re di Sardegna, 1798-1849
26. Ferdinando, primo duca di Genova, 1822-1855
27. Tommaso, secondo duca di Genova, 1854-1931
28. Eugenio, quinto duca di Genova, 1906-1996